# 16è Festival Internacional de Cinema de Moscou
El 16è Festival Internacional de Cinema de Moscou es va celebrar entre el 7 i el 18 de juliol de 1989. El Sant Jordi d'Or fou atorgat a la pel·lícula italiana Ladri di saponette dirigida per Maurizio Nichetti.

## Jurat
- Andrzej Wajda (Polònia – President)
- George Gund (EUA)
- Emir Kusturica (Iugoslàvia)
- Jiří Menzel (Txecoslovàquia)
- Ibrahim Moussa (Itàlia)
- Aparna Sen (Índia)
- Jos Stelling (Països Baixos)
- Kora Tsereteli (URSS)
- Zhang Yimou (Xina)

## Pel·lícules en competició
Les següents pel·lícules foren seleccionades per la competició:
| Títol original                                | Director(s)            | País de producció           |
| --------------------------------------------- | ---------------------- | --------------------------- |
| Ariel                                         | Aki Kaurismäki         | Finlàndia                   |
| Aje Aje Bara Aje                              | Im Kwon-taek           | Corea del Sud               |
| Stan posiadania                               | Krzysztof Zanussi      | Polònia                     |
| Jézus Krisztus horoszkópja                    | Miklós Jancsó          | Hongria                     |
| Grand Cinema                                  | Hassan Hedayat         | Iran                        |
| Lawa. Opowiesc o 'Dziadach' Adama Mickiewicza | Tadeusz Konwicki       | Polònia                     |
| Ijintachi to no Natsu                         | Nobuhiko Obayashi      | Japó                        |
| Posetitel muzeya                              | Konstantin Lopushansky | Unió Soviètica, Suïssa, RFA |
| Ladri di saponette                            | Maurizio Nichetti      | Itàlia                      |
| La fille de 15 ans                            | Jacques Doillon        | França                      |
| The Rainbow                                   | Ken Russell            | Regne Unit                  |
| Hú Guāng                                      | Zhang Junzhao          | R.P. de la Xina             |
| Follow Me                                     | Maria Knilli           | RFA                         |
| The Accidental Tourist                        | Lawrence Kasdan        | Estats Units                |
| Tako se kalio čelik                           | Želimir Žilnik         | Iugoslàvia                  |
| Kopytem sem, kopytem tam                      | Věra Chytilová         | Txecoslovàquia              |
| Mentiras piadosas                             | Arturo Ripstein        | Mèxic                       |
| Ironweed                                      | Héctor Babenco         | Estats Units                |
| Nunca estuve en Viena                         | Antonio Larreta        | Argentina                   |
| Jadup und Boel                                | Rainer Simon           | RDA                         |

## Premis
- Sant Jordi d'Or: Ladri di saponette de Maurizio Nichetti
- Sant Jordi de Plata: Posetitel muzeya de Konstantin Lopushansky
- Sant Jordi de Bronze:
  - Actor: Turo Pajala per Ariel
  - Actriu: Kang Soo-yeon per Aje Aje Bara Aje
- Premi FIPRESCI: Ariel de Aki Kaurismäki
- Premi del Jurat Ecumènic: Posetitel muzeya de Konstantin Lopushansky